# National Action Plan for Children
Ein National Action Plan for Children ist eine Initiative eines Staates, ausgehend von den Beschlüssen der Kinderrechtskonvention der UN in New York im Jahr 2002. Das Abschlusspapier der Konvention wurde von 192 Staaten ratifiziert. Die verschiedenen Länder haben teilweise eigene Bezeichnungen diese Aktionspläne. Der allgemeine Begriff im englischen Sprachgebrauch lautet aber „National Action Plan for Children“.
Die deutsche Variante dieses Plans heißt Nationaler Aktionsplan für ein kindergerechtes Deutschland.